# Nathaniel Wallich

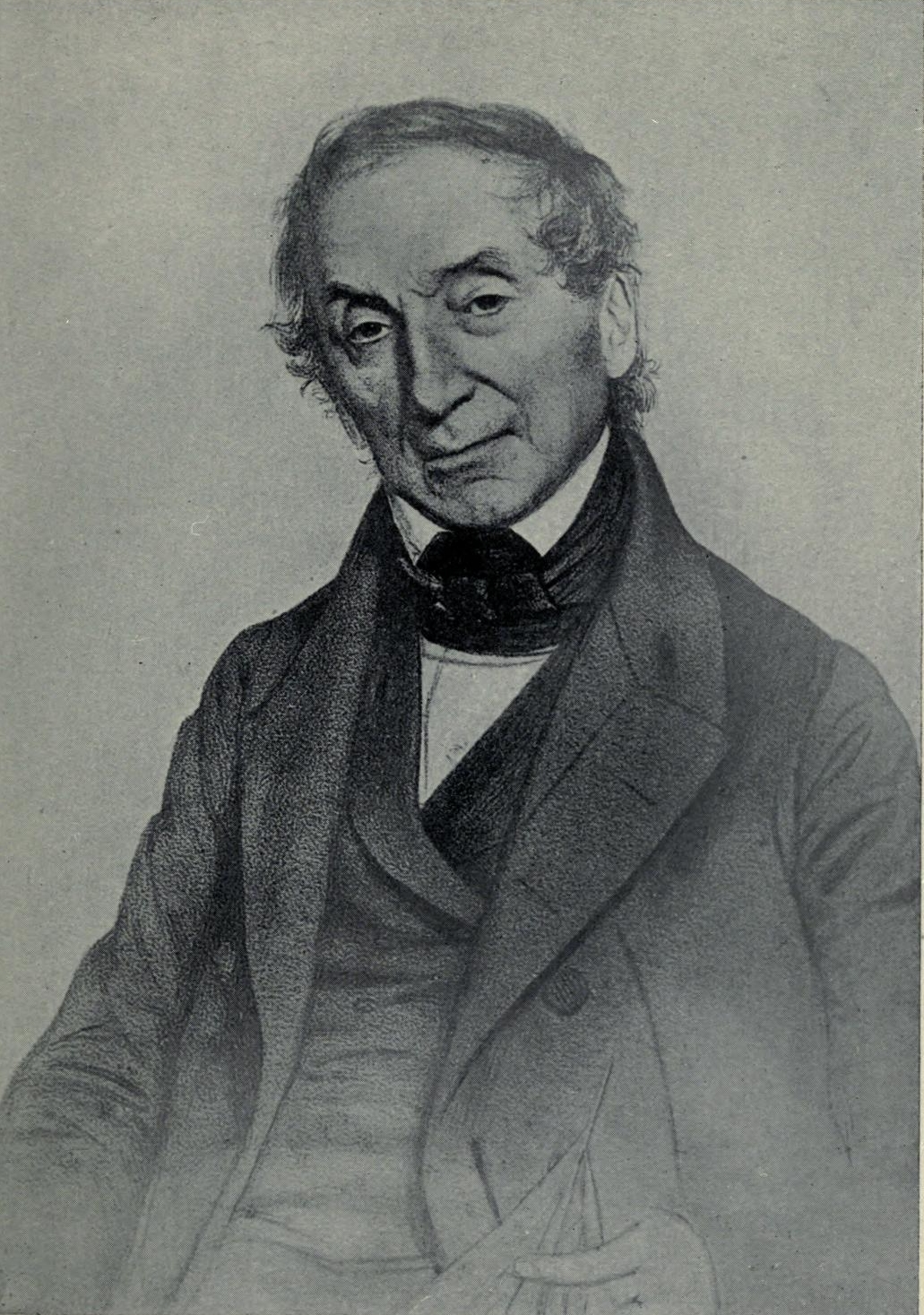
Nathaniel Wallich (um 1850)

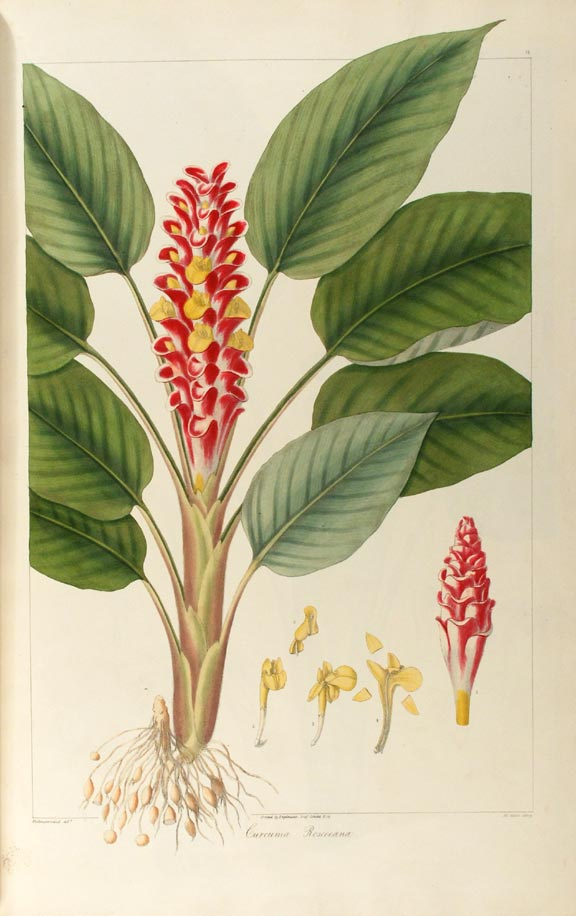
Nathaniel Wallich – Curcuma roscoeana

Nathaniel Wallich (eigentlich Nathan ben Wolff; * 28. Januar 1786 in Kopenhagen; † 28. April 1854 in London) war ein dänischer Botaniker. Sein offizielles botanisches Autorenkürzel lautet „Wall.“ Sein Hauptwerk ist das dreibändige und mit über 300 Kupferstichen versehene, von 1828 bis 1832 in London veröffentlichte Plantae asiaticae rariores.

## Leben und Wirken
Wallich war Sohn des aus Altona stammenden jüdischen Händlers Wulff ben Wallich (oder Wolff Wallich), der sich in Kopenhagen niedergelassen hatte. Hier studierte Nathan, der sich erst als Erwachsener Nathaniel nannte, Medizin und Botanik bei Martin Vahl. Im Jahr 1807 wurde er Arzt in der dänischen Kolonie Frederiksnagor bei Serampore in Bengalen. Er trat in die Dienste der britischen Ostindien-Kompagnie und wurde 1814 Direktor des Indian Museums in Kalkutta und Assistent des Botanikers William Roxburgh im Botanischen Garten von Kalkutta. Zusammen mit dem William Carey begann er die Herausgabe von Roxburghs Werk Flora Indica.
In seinen Werken Tentamen Flora Nepalensis Illustratae (1824–1826), und Plantae Asiaticae Rariores (1830–1832), erschloss er die weitgehend unbekannte Pflanzenwelt Nepals, mit über 20.000 Arten.
Im Jahr 1825 untersuchte Wallich die Wälder des westlichen Hindustan. In den Jahren 1826/27 bereiste er Ava und Birma. 1828 kehrte er nach Europa zurück und brachte zahlreiche indische Pflanzenarten mit, welche an alle öffentlichen Herbarien Europas und der USA verteilt wurden. Nach Indien zurückgekehrt, erhielt er im Jahr 1834 die Leitung einer Expedition nach Assam, um über den dort betriebenen Teeanbau zu berichten. Im Jahr 1847 verließ er Ostindien aus gesundheitlichen Gründen.
Wallich war zweimal verheiratet. Seine erste Frau starb bereits zwei Monate nach der Hochzeit. Mit seiner zweiten Frau Sophia Collings (1797–1876) hatte er sieben Kinder, von denen jedoch zwei noch im Kindesalter verstarben. Sein Sohn war der Mediziner und Biologe George Charles Wallich.

## Ehrungen
Im Jahr 1820 wurde er zum Mitglied der Deutschen Akademie der Naturforscher Leopoldina und zwei Jahre später der Royal Society of Edinburgh gewählt. Im Dezember 1826 wurde er auswärtiges Mitglied der Königlich Dänischen Akademie der Wissenschaften. Am 12. März 1829 wurde Wallich als Mitglied („Fellow“) in die Royal Society gewählt. 1830 wurde er als korrespondierendes Mitglied in die Académie des sciences und 1832 in die Preußische Akademie der Wissenschaften aufgenommen. Seit 1833 war er auswärtiges Mitglied der Bayerischen Akademie der Wissenschaften.
Ihm zu Ehren wurde die Gattung Wallichia Roxb. der Pflanzenfamilie der Palmengewächse (Arecaceae)  sowie der Wallichfasan (Catreus wallichii) benannt.

## Schriften (Auswahl)
Bücher
- Tentamen florae napalensis illustratae: consisting of botanical description and lithographic figures of select Nipal plants. 2 Teile, Kalkutta 1824–1826 (Digitalisat).
- A numerical list of dried specimens of plants, in the East India Companys Museum collected under the superintendence of Dr. Wallich of the Company's botanic garden at Calcutta […] London 1st December 1828. [1828–1849] (Digitalisate).
- Plantae asiaticae rariores; or, descriptions and figures of a select number of unpublished East Indian plants. 3 Bände, Treuttel and Würtz, London [1829]–1832 (Digitalisate).

Zeitschriftenbeiträge
- Descriptions of two species of Sarcolobus, and of some other Indian plants. In: Asiatick researches, or, Transactions of the Society instituted in Bengal for inquiring into the history and antiquities, the arts, sciences and literature of Asia. Band 12, 1816, S. 566–576 (Digitalisat).
- Notice of the progress of botanical science in Bengal, being the substance of a letter from Dr Wallich, superintendant of the Botanical Garden near Calcutta, to Francis Hamilton. In: The Edinburgh philosophical journal. Band 1, 1819, S. 376–380 (Digitalisat).
- Descriptions of some rare Indian plants. In: Asiatick researches, or, Transactions of the Society instituted in Bengal for inquiring into the history and antiquities, the arts, sciences and literature of Asia. Band 13, 1820, S. 369–445 (Digitalisat).
- An Account of a new species of a Camelia growing wild at Nepal. In: Asiatick researches, or, Transactions of the Society instituted in Bengal for inquiring into the history and antiquities, the arts, sciences and literature of Asia. Band 13, 1820, S. 428–432 (Digitalisat).
- Descriptions of some rare Indian plants. In: Asiatic researches, or, Transactions of the Society instituted in Bengal for inquiring into the history and antiquities, the arts, sciences and literature of Asia. Band 13, 1820, S. 369–415 (Digitalisat).
- Descriptions of two new genera of plants from Nepal. In: Transactions of the Linnean Society of London. Band 13, 1822, S. 608–614 (Digitalisat).
- Aus einem Briefe […] an den Prof. J. W. Hornemann, datirt aus Katmandu in Nepaul den  18. Jul. 1821. In: Notizen aus dem Gebiete der Natur- und Heilkunde. Band 4, Nr. 8, April 1823, Sp. 113–116 (Digitalisat).
- Description of the tree which produces the Nipal Camphor wood and Sassafras bark. In: Transactions of the medical and physical Society of Calcutta. Band 1, 1825, S. 45–54 (Digitalisat).
- Description of a new genus of plants belonging to the order Nymphceaceae. In: Transactions of the Linnean Society of London. Band 15, 1827, S. 442–448 (Digitalisat).
- An account of the Nipal Ginseng. In: Transactions of the medical and physical Society of Calcutta. Band 4, 1829, S. 115–120 (Digitalisat).
- Account of the new genus Melanorrhrea, or the Burmese Varnish tree, with remarks on each of the genera to which it approaches. In: Edinburgh journal of science. Band 2, Neue Folge, 1830, S. 66–75 (Digitalisat).
- List of Indian woods collected by N. Wallich. In: Transactions of the Society, Instituted at London, for the Encouragement of Arts, Manufactures, and Commerce. Band 48, Teil 2, 1831, S. 439–479 (Digitalisat, JSTOR:41326696).
- Upon the preparation and management of plants during a voyage from India. In: Transactions of the Horticultural Society of London. 2. Folge, Band 1, 1835, S. 140–143 (Digitalisat).
- Descriptions of some rare and curious plants. In: Transactions of the medical and physical Society of Calcutta. Band 7, 1835, S. 215–234 (Digitalisat).
- Letter addressed to J. Hutchinson […] respecting the plant yielding the genuine Mudar. In: Transactions of the medical and physical Society of Calcutta. Band 7, 1835, S. 458 (Digitalisat).
- Notes on Cassia lanceolata or the plant which yields the true Senna leaves of the Calcutta bazars. In: Transactions of the medical and physical Society of Calcutta. Band 8, Teil 1, 1836, S. 160–171 (Digitalisat).
- Ueber die Theepflanze in Assam. In: Notizen aus dem Gebiete der Natur- und Heilkunde. Band 50, Nr. 22, Dezember 1836, Sp. 340–341 (Digitalisat).
- On the Gossypium acuminatum of Doctor Roxburgh. In: Transactions of the Agricultural and Horticultural Society of India. Band 2, 1838, S. 149–150 (Digitalisat).
- Observations on the Burmese and Manipoor Varnish Tree, “Melanorrhoea usitata,” which has lately blossomed in the Honorable Company’s Botanic Garden. In: The journal of the Asiatic Society of Bengal. Band 8, 1839, S. 70–71 (Digitalisat).
- Right of discovery and publication in the Tea Plant of Assam. In: Proceedings of the Agricultural & Horticultural Society of India. Juli 1841, S. 9–40.
- Effects of the late gale at the Botanic Garden, Calcutta. In: Journal of th Agricultural & Horticultural Society of India. Band 1, 1842, S. 9–40 (Digitalisat).
- Remarks on the Pueraria tuberosa, a troublesome plant in the Chittagong district. In: Journal of th Agricultural & Horticultural Society of India. Band 1, 1842, S. 396–411 (Digitalisat).
- Notice regarding the American Sumach, with a recommendation for its culture in India. In: Journal of th Agricultural & Horticultural Society of India. Band 4, Teil 2, 1845, S. 26–27 (Digitalisat).
- Initiatory attempt to define the species of Hedychium, and settle their synonymy. In: Hooker's journal of botany and Kew Garden miscellany.
  - Band 5, 1853, S. 321–329 (Digitalisat).
  - Band 5, 1853, S. 367–377 (Digitalisat).
- Some account of the genus Hedychium. In: The journal of the Horticultural Society of London. Band 9, 1855, S. 11–27 (Digitalisat).